# コイカクシュサツナイ岳
コイカクシュサツナイ岳（コイカクシュサツナイだけ）は、北海道の河西郡中札内村と広尾郡大樹町と日高郡新ひだか町の3町村にまたがる標高1,721mの山である。

## 概要
日高山脈中央部に位置する山で、三角点は設置されていない。ヤオロマップ岳や1839峰の中継地点として登られることが多い。
山名の由来は東北東の方に流れるコイカクシュサツナイ川から付けられ、アイヌ語で「コイカ・クシ・サツナイ（東・通る・乾く川）」と呼ばれていた。山名が長いため「コイカク」と省略されることもある。

## 登山
道道111号を通ると札内川ヒュッテの駐車場が現れ、そこから徒歩でかつらトンネルを通るとあやかしトンネルの前に「コイカクシュサツナイ岳登山口」と書かれた看板が出てくるためそこから登る。
しばらくは徒渉を繰り返しながらコイカクシュサツナイ川沿いを歩く。「函」と呼ばれる川の両側が崖になっている地形が多く、岩登りもある。川上二股に着くとそこからは尾根に取り付いて夏尾根を登る。夏尾根は石狩岳のシュナイダーコース・神威岳と共に北海道三大急登に数えられるほど急登で岩場もある。急登を登ると夏尾根頭で主脈に入り、500mほど南東方向に歩けば山頂へ至る。
ルートはヤオロマップ岳・1839峰を登る際にも使われるため踏み跡はあるものの、自力で歩ける道を見つけなければいけない部分もあるため、上級者向けの山である。